# Klaus Geldmacher

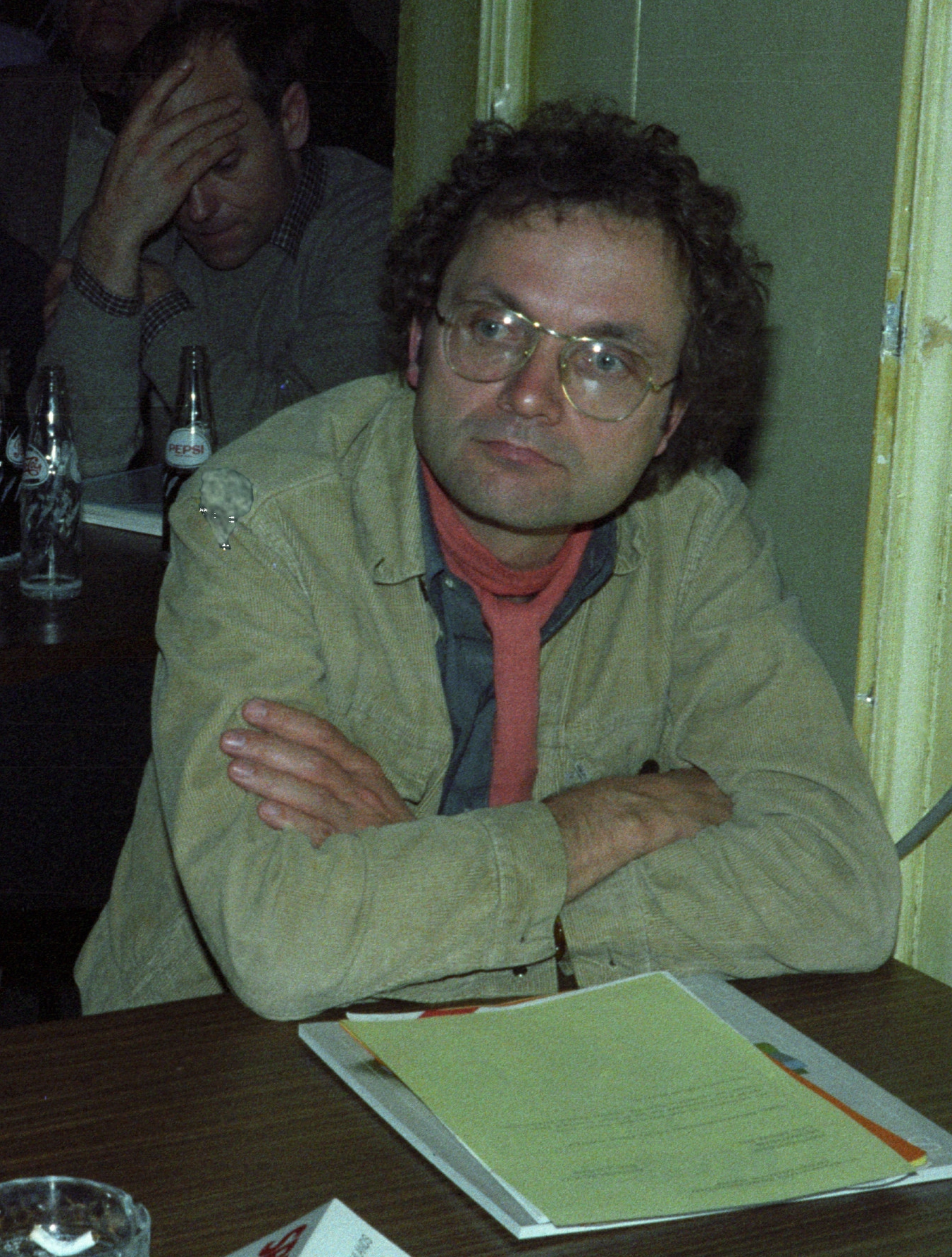
Klaus Geldmacher um 1980

Klaus Geldmacher (* 25. Januar 1940 in Frankfurt am Main) ist ein deutscher Objektkünstler.

## Leben
Geldmacher, dessen Bruder der Musiker Dietrich Geldern ist, spielte als Schüler unter dem Namen Klaus Geldern als Trompeter in Frankfurter Jazzbands, u. a. im Jahr 1958 mit der Blue Washboard Five, 1959–1960 mit der Barrelhouse Jazzband. Ab 1961 wirkte er als Kornettist neben Abbi Hübner bei den Jailhouse Jazzmen in Hamburg. Er studierte zunächst Psychologie und Pädagogik, in den Jahren 1964 bis 1970 Kunst an der Hochschule für bildende Künste Hamburg. 1966 wurde er im Rahmen des Deutschen Kunstpreises der Jugend der Staatlichen Kunsthalle Baden-Baden mit dem zweiten Preis ausgezeichnet. 1968 nahm er gemeinsam mit Francesco Mariotti mit einem Licht- und Ton-Würfel an der Documenta IV teil. Seither ist er regelmäßig in Deutschland und vereinzelt auch im Ausland mit Ausstellungen in Museen und Galerien vertreten.
Ebenfalls im Jahr 1968 wurde er Mitglied der CO-OP Künstlercooperative Hamburg, die unter Umgehung des Kunsthandels ihre Arbeiten direkt vermarkten wollte. Bereits als AStA-Vorsitzender in Hamburg hatte Geldmacher 1969 in der Kölner Galerie Der Spiegel versucht, seine eigene Preiskalkulation mit der Ausstellung Kunst als Ware transparent zu machen.

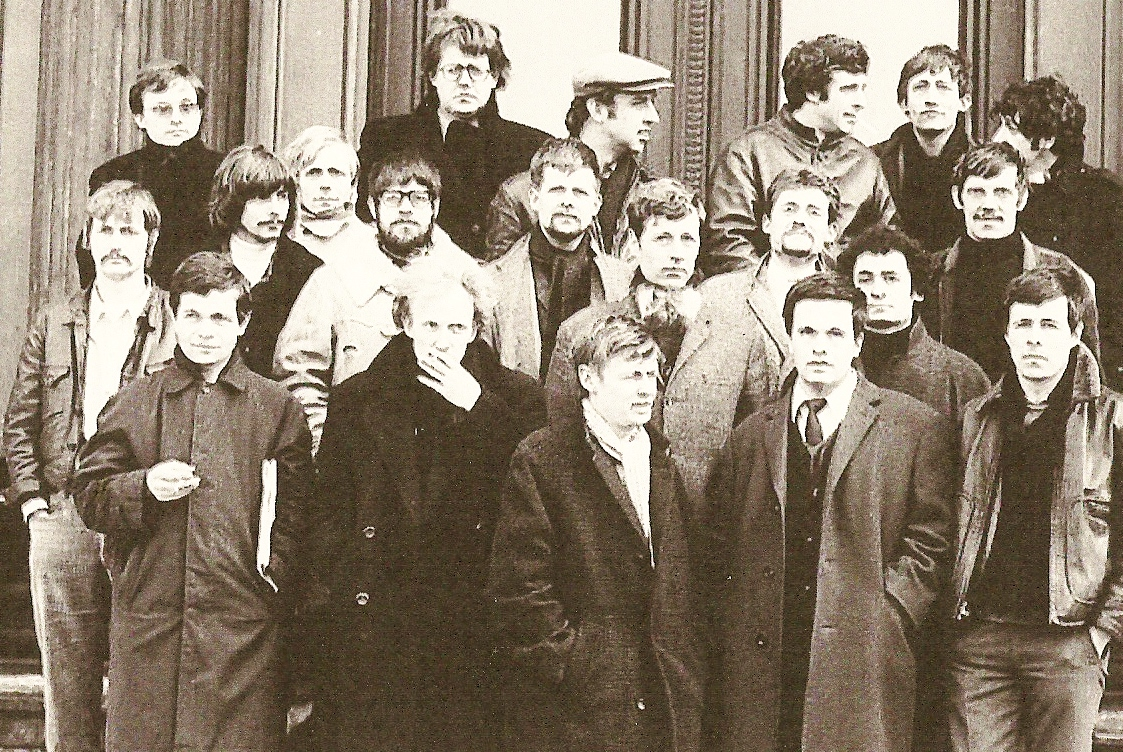
CO-OP Künstlercooperative Hamburg, 1968

Ab 1972 hatte er neben seiner künstlerischen Arbeit auch kulturpolitische Aktivitäten innerhalb der SPD, so erarbeitete er 1972/73 ein kunstpolitisches Gutachten für den SPD-Parteivorstand. Klaus Geldmacher war von 1972 bis 1973 Geschäftsführer der IGBK sowie von 1973 bis 1974 Geschäftsführer des Deutschen Künstlerbundes. Im Jahr 1976 bewarb er sich um die Nachfolge des verstorbenen Präsidenten der Hamburger Hochschule für bildende Künste Herbert von Buttlar. Gewählt wurde jedoch der bisherige Vizepräsident der Hochschule Carl Vogel. 1978/79 gehörte er, der damals auf der Uhlenhorst lebte, für die SPD der Bezirksversammlung Hamburg-Nord an. Anschließend wurde er Sprecher der Hamburger Kulturbehörde.
Anfang der 1990er Jahre war Geldmacher Vorsitzender der IG Medien für den Bereich Bildende Kunst. Seit 1997 lebt und arbeitet er in Mülheim an der Ruhr. Er war in erster Ehe mit der Grafikerin Mette Ohlsen verheiratet, mit der er eine Tochter hat. Seit 1994 ist er in zweiter Ehe mit Ulrike Merkel verheiratet.

## Werke (Auswahl)
- 1968: „PROJEKT GELDMACHER – MARIOTTI“, 4. documenta, Kassel, mit Francesco Mariotti

## Auszeichnungen
- 1966: Zweiter Preis beim „Deutschen Kunstpreis der Jugend“
- 1988: Sonderpreis des Deutschen Künstlerbundes (zus. mit Edmund Kieselbach)[14]
- 2010: Ruhrpreis für Kunst und Wissenschaft
- 2013: Preis beim 3. Mülheimer Videoclip-Wettbewerb in der Kategorie Bester Inhalt für „Hermann Haber - after you`ve gone“[15]